# Nactus coindemirensis
Espèce
Statut de conservation UICN

 VU D2 : Vulnérable
Nactus coindemirensis est une espèce de geckos de la famille des Gekkonidae.

## Répartition
Cette espèce est  endémique de Maurice (Coin de Mire, Îlot Vacoas, Île Plate e Rocher aux Pigeons).

## Étymologie
Son nom d'espèce, composé de coindemir[e] et du suffixe latin -ensis, « qui vit dans, qui habite », lui a été donné en référence au lieu de sa découverte, Coin de Mire.

## Publication originale
- Bullock, Arnold & Bloxam 1985 : A new endemic gecko (Reptilia: Gekkonidae) from Mauritius. Journal of Zoology, Series A, vol. 206, n. 4, p. 591-599.